# العلاقات الدومينيكية الفرنسية
العلاقات الدومينيكية الفرنسية هي العلاقات الثنائية التي تجمع بين دومينيكا وفرنسا.

## مقارنة بين البلدين
هذه مقارنة عامة ومرجعية للدولتين:
| وجه المقارنة                                              | دومينيكا              | فرنسا                                                    |
| --------------------------------------------------------- | --------------------- | -------------------------------------------------------- |
| المساحة (كم2)                                             | 751                   | 643.80 ألف                                               |
| عدد السكان (نسمة)                                         | 73.92 ألف             | 67.12 مليون                                              |
| الكثافة السكانية (ن./كم²)                                 | 9.84 ألف              | 104.26                                                   |
| العاصمة                                                   | روسو                  | باريس                                                    |
| اللغة الرسمية                                             | لغة إنجليزية          | لغة فرنسية                                               |
| العملة                                                    | دولار شرق الكاريبي    | يورو، فرنك س ف ب، فرنك فرنسي، Livre tournois ‏            |
| الناتج المحلي الإجمالي (بليون دولار)                      | 562.54 مليون          | 2.58 تريليون                                             |
| الناتج المحلي الإجمالي (تعادل القوة الشرائية) بليون دولار | 789.63 مليون          | 2.87 تريليون                                             |
| الناتج المحلي الإجمالي الاسمي للفرد دولار أمريكي          | 7.12 ألف              | 36.20 ألف                                                |
| الناتج المحلي الإجمالي للفرد دولار أمريكي                 | 10.88 ألف             | 39.33 ألف                                                |
| مؤشر التنمية البشرية                                      | 0.724                 | 0.888                                                    |
| رمز المكالمات الدولي                                      | +1767                 | +33                                                      |
| رمز الإنترنت                                              | .dm                   | .fr، .bzh ‏، .tf، .re، .wf، .yt، .pm، .paris              |
| المنطقة الزمنية                                           | 00، توقيت أطلنطي موحد | أوروبا/باريس ‏، توقيت وسط أوروبا، توقيت وسط أوروبا الصيفي |

## منظمات دولية مشتركة
يشترك البلدان في عضوية مجموعة من المنظمات الدولية، منها:
| علم المنظمة | اسم المنظمة                        | تاريخ انضمام دومينيكا | تاريخ انضمام فرنسا |
| ----------- | ---------------------------------- | --------------------- | ------------------ |
|             | مؤسسة التنمية الدولية              | 29 سبتمبر 1980        | 30 ديسمبر 1960     |
|             | يونسكو                             | 9 يناير 1979          | 4 نوفمبر 1946      |
|             | وكالة ضمان الاستثمار متعدد الأطراف | 7 أكتوبر 1991         | 28 ديسمبر 1989     |
|             | الأمم المتحدة                      | 18 ديسمبر 1978        | 24 أكتوبر 1945     |
|             | الاتحاد البريدي العالمي            | ?                     | ?                  |
|             | البنك الدولي للإنشاء والتعمير      | 29 سبتمبر 1980        | 27 ديسمبر 1945     |
|             | الاتحاد الدولي للاتصالات           | 28 أكتوبر 1996        | 1866               |
|             | منظمة حظر الأسلحة الكيميائية       | ?                     | ?                  |
|             | مؤسسة التمويل الدولية              | 29 سبتمبر 1980        | 20 يوليو 1956      |
|             | منظمة التجارة العالمية             | ?                     | 1995               |
|             | منظمة الشرطة الجنائية الدولية      | ?                     | ?                  |

## أعلام
هذه قائمة لبعض الشخصيات التي تربطها علاقات بالبلدين:
- أدولفو اليخاندرو نويل (كهنوت من جمهورية الدومينيكان، 12 ديسمبر 1862 – 26 يونيو 1937)
- أنطونيو باريرا إمبير (3 ديسمبر 1920[21] – 31 مايو 2016[21])
- أوليسيس فرانسيسكو إسبايلات (9 فبراير 1823[22] – 25 أبريل 1878[22])
- إلاديو فيكتوريا (سياسي من جمهورية الدومينيكان، 30 يوليو 1864 – 27 يوليو 1939)
- إميليو برودوم (21 يوليو 1856 – 21 أغسطس 1932)
- برناردو فيغا (23 فبراير 1938 – )
- بوبي برموديز (12 نوفمبر 1928 – 3 ديسمبر 2014)
- بيدرو إنريكث أورنيا (29 يونيو 1884[23][24][25] – 11 مايو 1946[25][26][23])
- تيودور كاسيريو (رسام فرنسي، 20 سبتمبر 1819[27][28][29] – 8 أكتوبر 1856[27][28][30])
- جوني باتشيكو (25 مارس 1935 – )
- خواكين بالاغوار (1 سبتمبر 1906[31][32] – 14 يوليو 2002[32][31][33])
- رافائيل تروخيو (24 أكتوبر 1891[34][35][36] – 30 مايو 1961[34][36][37])
- كارلوس فيليبي موراليس (23 أغسطس 1867 – 1 مارس 1914)
- ماركوس انطونيو كابرال (سياسي من جمهورية الدومينيكان، 10 أبريل 1842 – 3 مارس 1903)
- هيكتور تروخيو (سياسي من جمهورية الدومينيكان، 6 أبريل 1908 – 19 أكتوبر 2002)

## وصلات خارجية
- موقع وزارة الخارجية الفرنسية